# Oasis (canción)
«Oasis» es el tercer sencillo lanzado por la banda japonesa de J-Rock Do As Infinity lanzado en enero del año 2000.

## Información
Tras los malos resultados que consiguieron los dos sencillos anteriormente lanzados por la banda (que ni siquiera lograron entrar dentro del Top 50 de singles más vendidos de Japón) se puede decir que "Oasis" fue un gran salto para Do As Infinity. Ya pasaban a ser más conocidos entre el público y con este sencillo ya estaba demostrado: de pasar al Top 50 al Top 20 es un gran paso.

## El video
El vídeo musical realizado para "Oasis" es bastante simple: la banda tocando en un espacio blanco. A Tomiko se le agragaron dos grandes alas en su espalda de color rojo, y que más tarde cambian a color azul en el transcurso del video.

## Canciones
1. «Oasis»
2. «sell...»
3. «Oasis» (Instrumental)
4. «sell...» (Instrumental)
5. «Wings» (Free Live 100 at Shibuya Kokaido)
6. «Heart» (3SV Remix)
7. «Heart» (Chromatic Mix)

- Datos: Q1323718